# Trochomorpha carolinae
Trochomorpha carolinae е вид коремоного от семейство Trochomorphidae.

## Разпространение
Видът е разпространен в Микронезия.